# Piscina Felice Scandone
La piscina Felice Scandone è un complesso infrastrutturale per le attività natatorie di Napoli. È uno dei centri tecnici federali della Federazione Italiana Nuoto.

## Storia
Intitolata a Felice Scandone, storica firma del giornalismo napoletano, e costruita dal comune di Napoli in occasione dei IV Giochi del Mediterraneo del 1963, la piscina è la principale struttura per il nuoto e la pallanuoto della città.
Nel corso degli anni Settanta fu interessata da un progressivo decadimento strutturale che perdurò fino al 1983, anno in cui, dopo interventi di riqualificazione e ammodernamento, fu possibile la riapertura.

## Struttura e architettonica

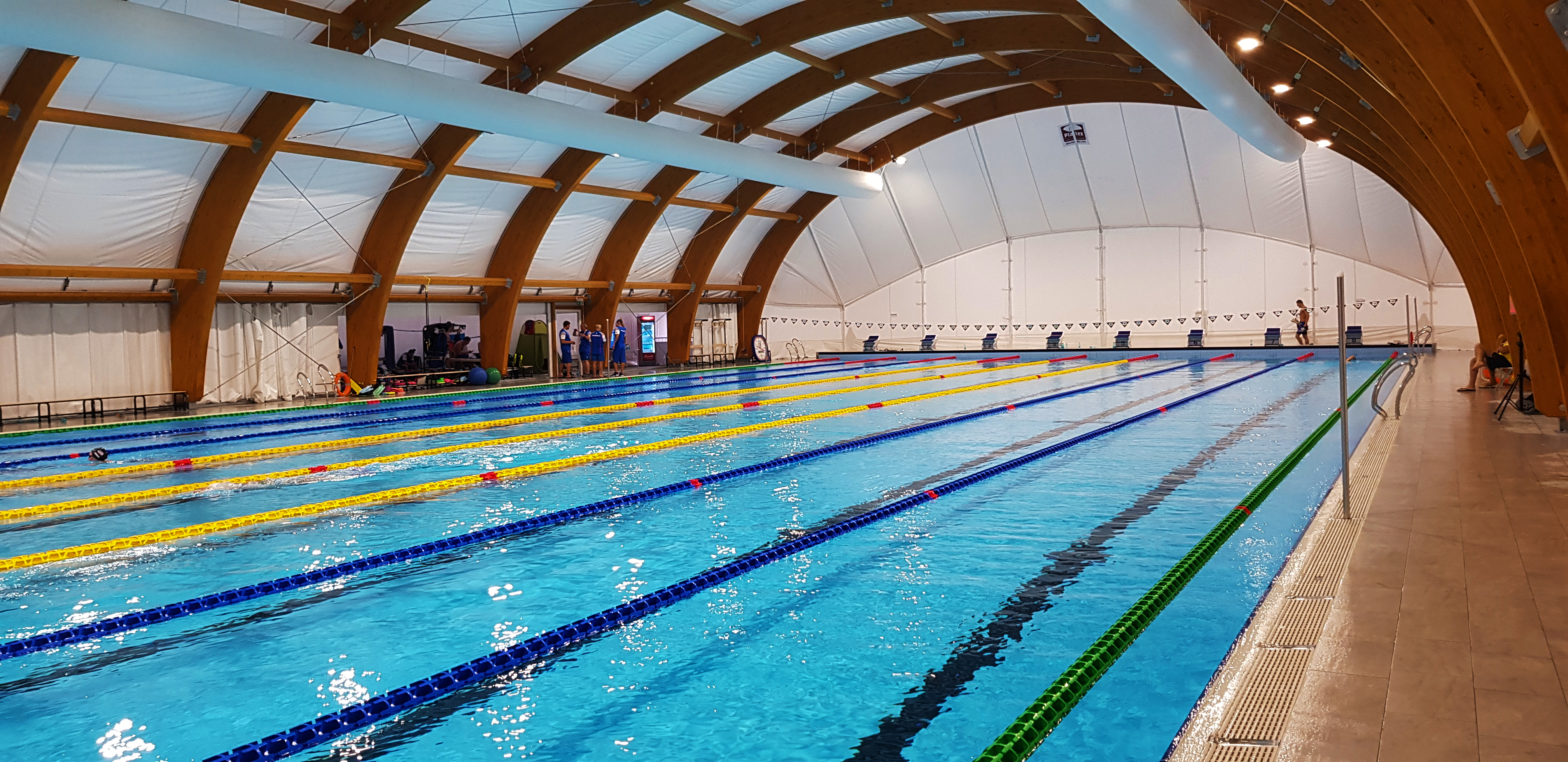
La seconda vasca coperta da tensostruttura, realizzata nel 2019.

L'impianto è dotato di una piscina olimpionica, ai cui lati lunghi sorgono due tribune in marmo bianco per una capienza totale di 4 500 posti. Su uno dei lati corti vi sono una vetrata, una balaustra di collegamento tra le tribune, il tabellone segnapunti e una figura che riproduce i cerchi olimpici con delle maioliche. Sul lato opposto, infine, vi sono una seconda balaustra che funge da collegamento tra le tribune e l'accesso al bar della struttura. 
In occasione della XXX Universiade il complesso è stato interessato da un profondo restyling. Una nuova vasca, coperta da una tensostruttura, è stata costruita nell'area precedentemente occupata dal parcheggio, al confine con l'ex cinodromo. L'impianto di illuminazione della piscina è stato completamente rifatto, così come l'impianto di condizionamento.
La piscina Scandone si affaccia su viale Giochi del Mediterraneo, su cui sorgono anche il PalaBarbuto e l'Edenlandia.

## Società beneficiarie
La piscina Scandone ospita le gare casalinghe di pallanuoto del Posillipo. Da tempo è anche sede degli incontri interni della Canottieri Napoli. I due circoli sono tra i più titolati in Italia.  
Le grandi sfide ospitate nella struttura hanno valso alla stessa il soprannome di "Università della pallanuoto". 
Alle due compagini storiche si è poi aggiunta l'Acquachiara, che ha usufruito dell'impianto dal 2012 (anno della sua promozione in serie A1) al 2017, prima di trasferirsi a Santa Maria Capua Vetere.  
La piscina ospita anche le partite casalinghe della Rari Nantes Napoli. 

## Eventi ospitati
- Gare di nuoto e pallanuoto dei IV Giochi del Mediterraneo (1963)
- Final Four di LEN Champions League 1996-1997
- Final Four di LEN Champions League 1998-1999[2]
- Final Four di LEN Euroleague 2004-2005
- Final Four di LEN Euroleague 2009-2010
- Finale di LEN Euro Cup 2014-2015
- Meeting di Nuoto - GP di Napoli (2017 e 2018)
- Gare di nuoto e pallanuoto della XXX Universiade (2019)[3]
- International Swimming League (12-13 ottobre 2019 e agosto-settembre 2021)[4][5]